# Beilschmiedia pseudomicropora
Beilschmiedia pseudomicropora là loài thực vật có hoa trong họ Nguyệt quế. Loài này được (Purkay.) Kosterm. miêu tả khoa học đầu tiên năm 1952.